# Microcarbo pygmeus

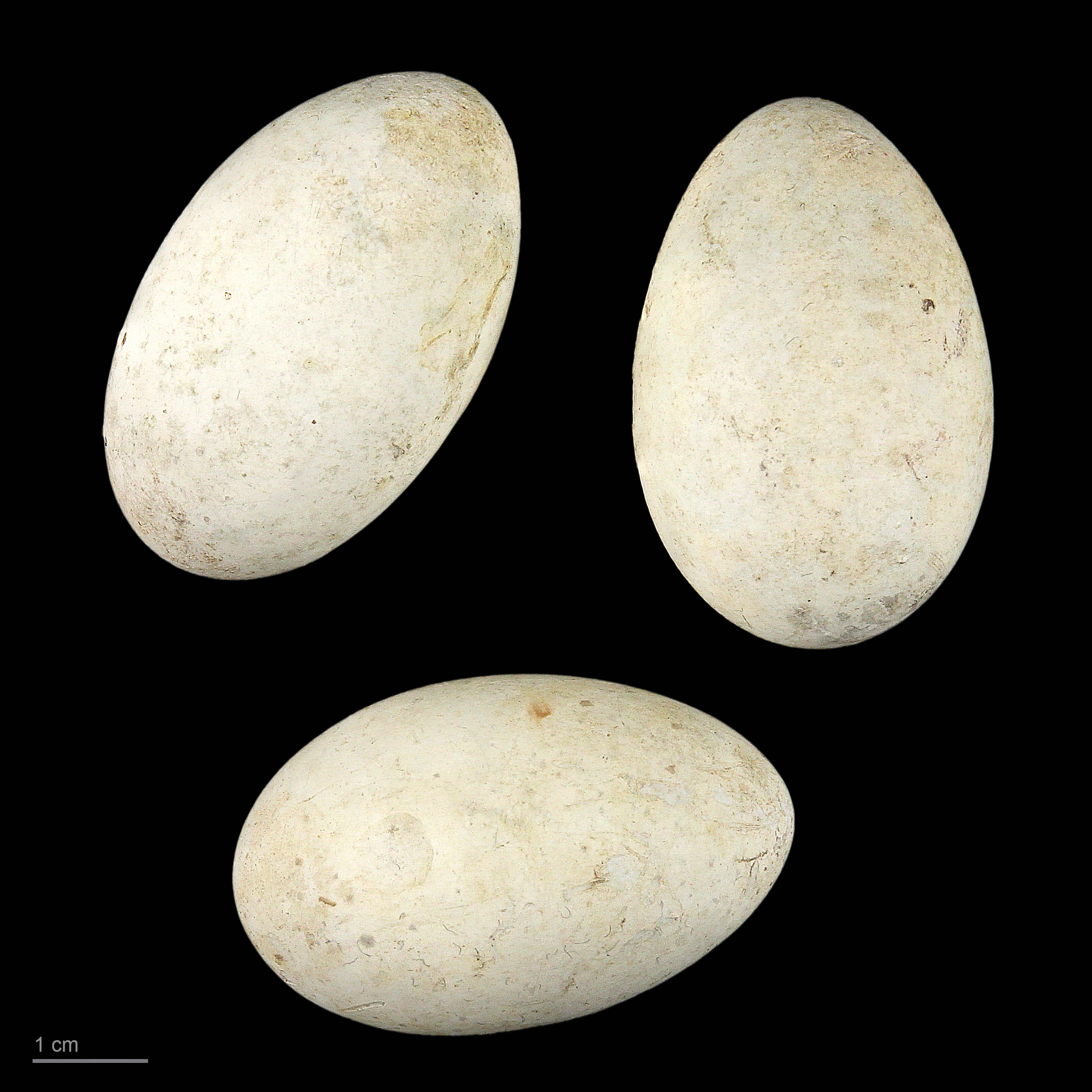
Microcarbo pygmeus

Il marangone minore (Microcarbo pygmeus (Pallas, 1773)), noto anche come cormorano pigmeo, è un uccello della famiglia Phalacrocoracidae.

## Descrizione
Il più piccolo tra i cormorani; simile alla folaga come dimensioni .
Coda molto lunga;  becco in proporzione corto e grosso (faccia piccola); anche il collo appare corto, ma può essere disteso quando nuota.
L'aspetto sommario è nerastro con lucentezza di fondo verde scura e bronzea.
I sessi sono simili.
Adulti in abito riproduttivo: capo, collo e parti inferiori hanno piccoli ciuffi di penne bianche, che perde in estate.
Adulto in abito non riproduttivo: mento biancastro e petto più sbiadito, sfumato di marrone. Non ha macchioline bianche sul capo, collo e corpo.
Giovani: colore più scialbo e marrone rispetto all'adulto; presenta striature soffuse su capo e petto.

## Distribuzione e habitat
È diffuso in Eurasia e in Africa del nord; in Italia ci sono poche coppie che nidificano, nella zona del delta del Po, anche se si stanno espandendo anche in altre zone umide italiane.

## Galleria d'immagini

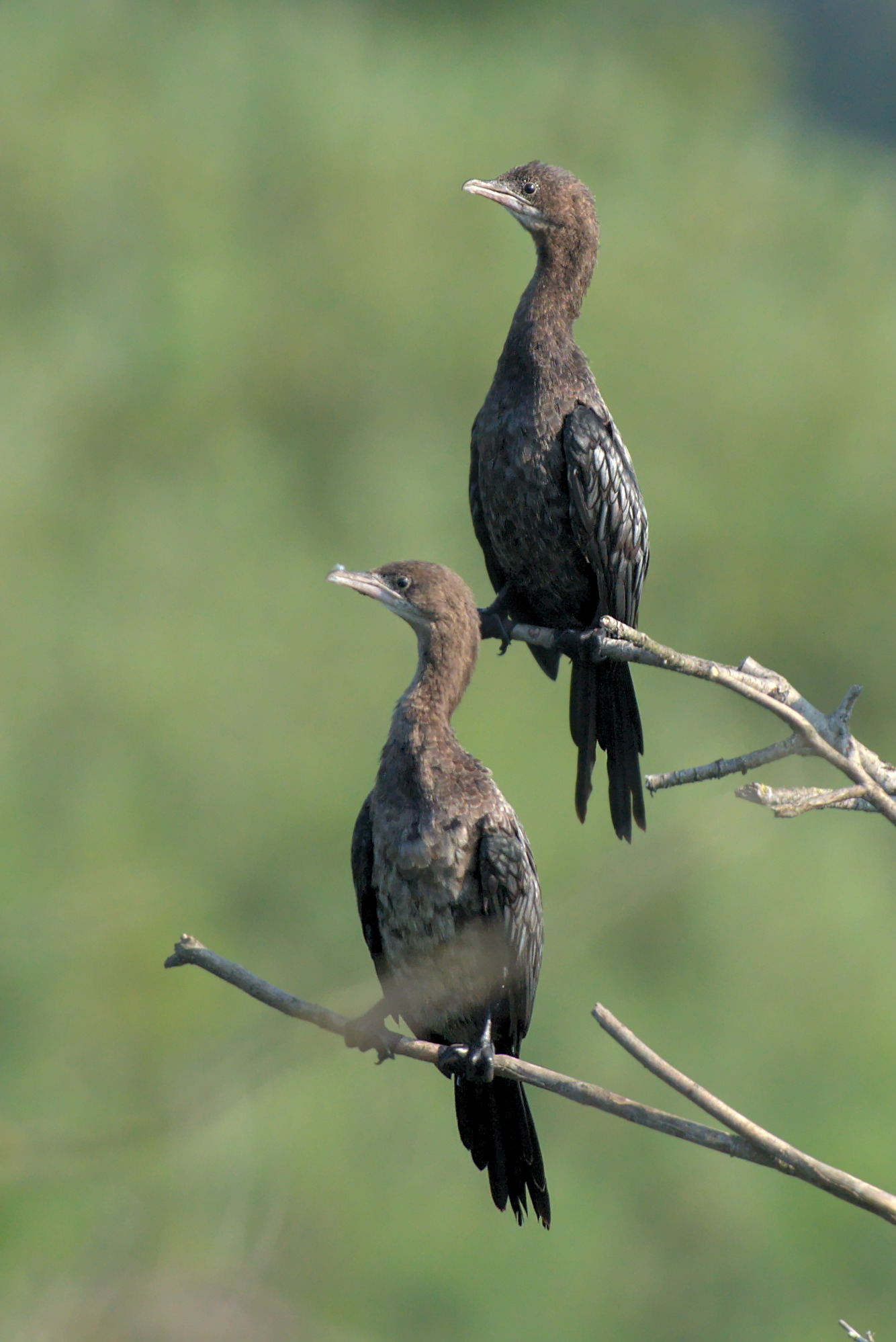
Coppia di Marangoni in allerta
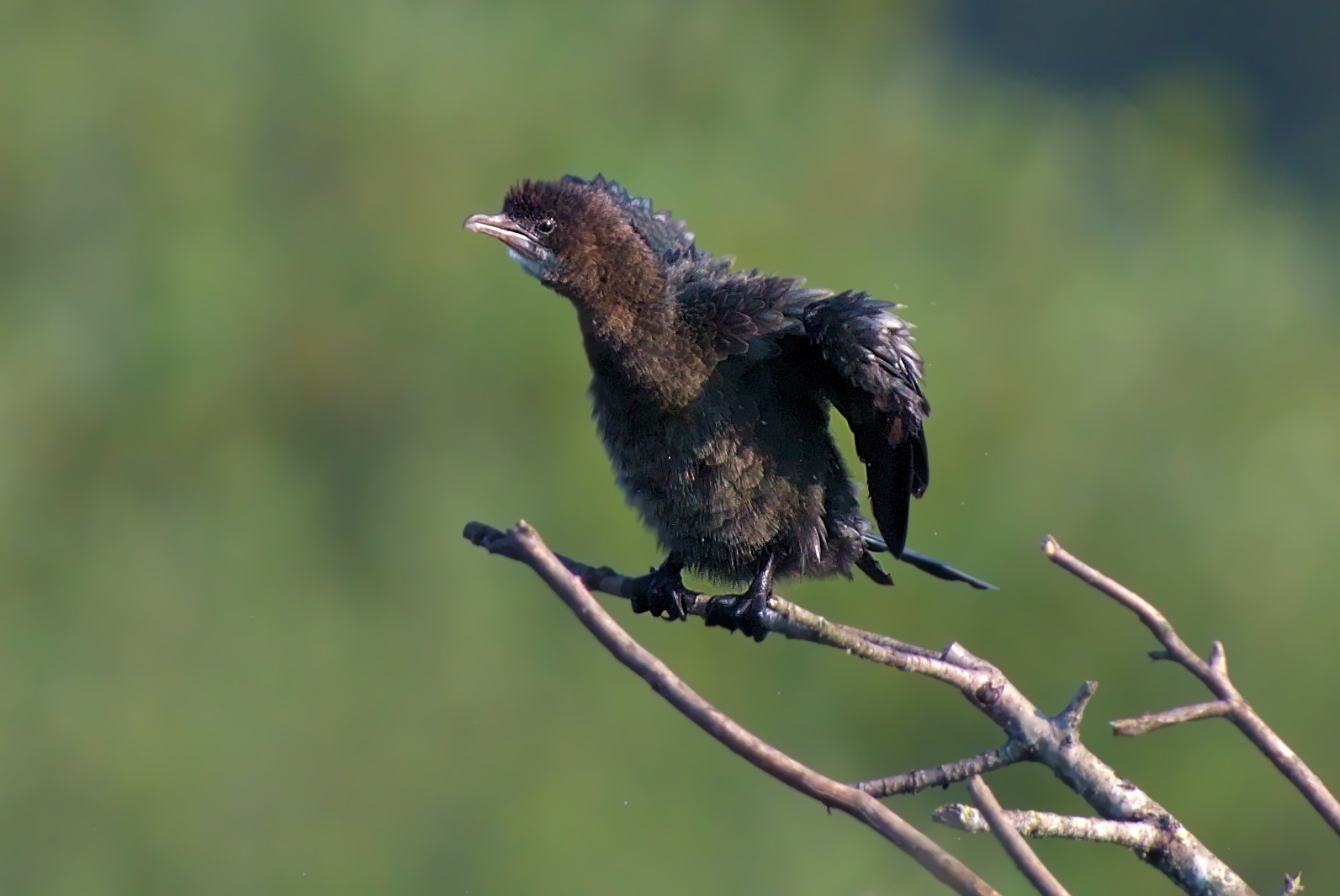
Marangone minore si scrolla l'acqua dal corpo